# همیشه: غروب محله سوم ۲
همیشه: غروب محله سوم ۲ (انگلیسی: Always: Sunset on Third Street 2) یک فیلم درام ژاپنی محصول ۲۰۰۷ به کارگردانی تاکاشی یامازاکی بر اساس مانگا غروب جاودان محله سوم اثر ریوهی سایگان است.